# Xenokeryx amidalae
Xenokeryx amidalae (лат.) — вид вымерших млекопитающих из семейства Palaeomerycidae отряда парнокопытных. Окаменелости вида были найдены в испанской провинции Куэнка в местонахождении миоценовой фауны позвоночных La Retama муниципалитета Лоранкав. Возраст находки оценивается в 15,9—15,4 млн лет.

## Этимология
Родовое название Xenokeryx дословно переводится с греческого на русский язык как «странный рог».
Видовое название amidalae дано первооткрывателями в честь героини Падме Амидалы из кинофраншизы «Звездных войн». Третий рог животного похож на причёску этой героини в фильме «Звёздные войны. Эпизод I: Скрытая угроза».

## Описание
Xenokeryx amidalae был травоядным животным и достигал размеров среднего оленя. Посткраниальный скелет сильно фрагментирован. Особенности строения затылочного выроста и затылочной кости животного позволяют предположить, что оно обладало развитой мускулатурой головы и шеи. Животное могло совершать сильные движения головой в бок и назад, возможно, во время брачных боёв между самцами (по аналогии с самцами современных жирафов). Вид характеризуется развитыми большими верхними клыками. Рога имеют необычную форму и представлены двумя выростами в области над глазами и третьего — расширенного рога на затылке. Передние выросты росли под прямым углом к черепу и немного отклонялись внутрь и назад. Крупнейший известный рог имел длину — 9,3 см, боковые высоты v 6,3 см, диаметр у основания — 3,9 см. Боковые выросты напоминали оссиконы современных жирафов.
- Верхняя челюсть
- Нижняя челюсть
- Кости передней конечности
- Кости задней конечности

## Систематика
Является представителем Palaeomerycidae — семейства вымерших жвачных парнокопытных.
В ходе сравнения Xenokeryx amidalae с другими видами этого семейства, изученными ранее, Израилем Санчесом (Sánchez), палеонтологом Национального музея естественной истории в Мадриде и соавторами в 2015 году было построено филогенетическое дерево семейства Palaeomerycidae. Также ими было пересмотрено положение семейства на филогенетическом дереве отряда парнокопытных. Большое сходство анатомии Xenokeryx amidalae со строением жирафов позволило Санчесу и его коллегам выделить всех их в новую кладу Giraffomorpha, куда входят современные жирафовые (Giraffidae) и вымершие Palaeomerycidae. Помимо этого данными авторами была подтверждена гипотеза о близком родстве Palaeomerycidae и семейства жирафовых. На основании одинаковых черт строения черепа было сделано предположение, что оба семейства произошли от одного общего предка. Ранее ископаемое семейство считалось родственным современным оленям.